# 刘亮 (北朝)
刘亮（507年—546年），本名道德，中山郡（今河北省定州市）人，北魏、西魏官员。

## 生平
刘亮祖父刘佑连是北魏蔚州刺史，父亲刘持真是镇远将军、领民酋长。西魏大统年间，因为刘亮的功勋，刘持真被追赠车骑大将军、仪同三司、恒州刺史。
刘亮年少时豪迈洒脱，有纵横天下的谋略，身材魁梧雄健，看到他的人都害怕他。普泰元年（531年），刘亮以都督的身份跟随贺拔岳西征，解除了岐州的围困，攻打侯伏侯元进、万俟道洛、万俟丑奴、宿勤明达以及各路叛军时，刘亮常常率先冲锋陷阵，因功加大都督，封广兴县子，食邑五百户。
永熙三年（534年），侯莫陈悦杀害贺拔岳，刘亮和各位将领商议迎接宇文泰统帅全军。侯莫陈悦被平定后，侯莫陈悦的党羽豳州刺史孙定儿仍然据守州城不降服，泾、秦、灵等各州都和孙定儿相呼应，人数达几万，他们推举孙定儿为盟主，以抵抗宇文泰，宇文泰命令刘亮袭击他。孙定儿认为宇文泰的军队还相距很远，没有防备。刘亮就率二十名骑兵，先在靠近豳州城的高山上竖起大旗，随即奔入城中。孙定儿正好设置盛大宴会，突然看到刘亮闯进来，众人都大为惊愕，不知如何是好。刘亮就指挥士兵斩杀了孙定儿，将他的首级挂起来，号令孙定儿的部下。刘亮随后指着远处城外的大旗，命令两名骑兵说:“出城去追赶大军。”孙定儿的部下恐惧，一下子全都降服。于是各州所有抵抗力量，全部很快归顺宇文泰。
永熙三年七月，魏孝武帝从洛阳西迁关中，刘亮以迎驾之功，出任使持节、右光禄大夫、左大都督、南秦州刺史。大统元年（535年），宇文泰设置十二军，挑选各位将军率领各军，刘亮统领一军。每次出征时，刘亮经常和怡峰一起担任骑兵将领。大统三年八月丁丑（537年9月4日），宇文泰率领李弼、独孤信、梁御、赵贵、于谨、若干惠、怡峰、刘亮、王德、侯莫陈崇、李远、达奚武十二名将军东征。因为收复潼关的功劳，刘亮进位车骑大将军、仪同三司，改封饶阳县伯，食邑五百户，不久加侍中。俘虏窦泰，收复弘农以及沙苑之战，刘亮都是奋力作战有功劳，升任开府仪同三司、大都督，进爵长广郡公，增加食邑总计二千户。刘亮因为母亲去世而离职，在守丧期间因为哀伤过度而消瘦，宇文泰感叹刘亮极为孝顺的性情，常常爱惜他。刘亮不久就起复原职。
刘亮以勇敢闻名，是当时的名将，加上他多次陈述计策，大多和适宜时机的决策相符合。宇文泰就对刘亮说:“你文武兼备，是我的孔明。”于是赐名为亮，并赐姓侯莫陈氏。大统十年（544年），刘亮出任东雍州刺史，他为政清简，百姓安定。刘亮在任三年，在东雍州去世，时年虚岁四十。刘亮的棺木送回到京师，宇文泰亲自前往吊唁，哭着对人说:“股肱丧失了，心腹如何寄托！”宇文泰命令鸿胪卿监护刘亮的丧事，追赠太尉，谥号襄。后来刘亮合祭于宇文泰的宗庙之中。

## 家庭

### 子女
- 刘昶，柱国、秦灵二州总管、彭国公
- 刘靖，《北史》作刘静，天水郡太守
- 刘恭，开府仪同三司、饶阳县伯
- 刘，上仪同三司、褒中侯
- 刘令华，嫁北周骠骑大将军、都督信开临南四州诸军事、信州刺史、东莱质公夏侯忠[13]

## 延伸阅读
[在维基数据编辑]
 《周書·卷17》，出自令狐德棻《周書》
 《北史·卷065》，出自李延壽《北史》